# Funzione subarmonica
In matematica, i concetti di funzione subarmonica e funzione superarmonica identificano un'importante classe di funzioni utilizzate nello studio delle equazioni alle derivate parziali, in analisi complessa e nella teoria del potenziale.
Dati {\displaystyle G\subset \mathbb {R} ^{n}} e una funzione semicontinua superiormente:
{\displaystyle \varphi \colon G\to {\mathbb {R} }\cup \{-\infty \}}
la funzione {\displaystyle \varphi } è subarmonica se per ogni palla chiusa {\displaystyle {\overline {B(x,r)}}\subset G} con centro in {\displaystyle x} e raggio {\displaystyle r}, e per ogni funzione continua a valori reali {\displaystyle h} definita su {\displaystyle {\overline {B(x,r)}}} che è una funzione armonica in {\displaystyle B(x,r)} e soddisfa {\displaystyle \varphi (y)\leq h(y)} per ogni {\displaystyle y} sulla frontiera {\displaystyle \partial B(x,r)} di {\displaystyle B(x,r)}, allora quest'ultima disuguaglianza può essere estesa a tutta la palla:
{\displaystyle \varphi (y)\leq h(y)\qquad \forall y\in B(x,r)}
Una funzione {\displaystyle u} è detta superarmonica se {\displaystyle -u} è subarmonica.

## Proprietà
- Una funzione è armonica se e solo se è sia subarmonica che superarmonica.
- Se {\displaystyle \phi \,} è di classe {\displaystyle C^{2}} su un aperto {\displaystyle G} in {\displaystyle {\mathbb {R} }^{n}}, allora {\displaystyle \phi \,} è subarmonica se e solo se si verifica {\displaystyle \Delta \phi \geq 0} su {\displaystyle G}, dove {\displaystyle \Delta } è l'operatore di Laplace.
- Il massimo di una funzione subarmonica non può essere raggiunto nei punti interni del suo dominio, a meno che non si tratti di una funzione costante, come stabilisce il principio del massimo. Il minimo, tuttavia, si può trovare anche all'interno del dominio.
- Le funzioni subarmoniche formano un cono convesso, ovvero una combinazione lineare di funzioni subarmoniche con coefficienti positivi è subarmonica.
- Il limite di una successione decrescente di funzioni subarmoniche è subarmonico (oppure identicamente uguale a {\displaystyle -\infty }).